# جين فولر جونيور
جين فولر جونيور (بالإنجليزية: Gene Fowler Jr.)‏ هو منتج أفلام ومونتير وكاتب سيناريو ومخرج أمريكي، ولد في 27 مايو 1917 في دنفر في الولايات المتحدة، وتوفي في 11 مايو 1998 في وودلاند هيلز، كاليفورنيا في الولايات المتحدة.

## وصلات خارجية
- جين فولر جونيور على موقع IMDb (الإنجليزية)
- جين فولر جونيور على موقع ألو سيني (الفرنسية)
- جين فولر جونيور على موقع أول موفي (الإنجليزية)
- جين فولر جونيور على موقع قاعدة بيانات الأفلام السويدية (السويدية)
- جين فولر جونيور على موقع قاعدة بيانات الفيلم (الإنجليزية)
- جين فولر جونيور على موقع كينوبويسك (الروسية)